# Scenopinus aethiopicus
Scenopinus aethiopicus är en tvåvingeart som först beskrevs av Lindner 1955.  Scenopinus aethiopicus ingår i släktet Scenopinus och familjen fönsterflugor.
Artens utbredningsområde är Kenya. Inga underarter finns listade i Catalogue of Life.